# Jeanne Bates
Jeanne Bates (Berkeley, 21 de maio de 1918 — Woodland Hills, 28 de novembro de 2007) foi uma atriz estadunidense, conhecida por diversos trabalhos para a Columbia Pictures.

## Filmografia
- 1945: Tonight and Every Night
- 1946: The Mask of Diijon
- 1951: Death of a Salesman
- 1957: State Trooper
- 1957: The Restless Gun
- 1957: Trooper Hook
- 1958: Perry Mason
- 1958: Dezernat M
- 1958: Wagon Train
- 1961: Ben Casey
- 1974: Barnaby Jones
- 1977: Eraserhead
- 1990: Die Hard 2
- 1991: Mom
- 1991: Wilde Orchidee 2: Two Shades of Blue
- 1991: Grand Canyon
- 1993: Nightmare Lover
- 2001: Mulholland Drive